# .af
.af је највиши Интернет домен државних кодова (ccTLD) за Авганистан. Администриран је од стране AFGNIC-а, сервиса UNDP и Исламске транзиционалне владе Авганистана.